# Buxy
Buxy é uma comuna francesa na região administrativa de Borgonha-Franco-Condado, no departamento Saône-et-Loire. Estende-se por uma área de 11,89 km². Em 2010 a comuna tinha 2 216 habitantes (densidade: 186,4 hab./km²).